# Ludovic Augustin
Ludovic Augustin   (1902 - 25 d'agost de 1926) va ser un tirador haitià que va competir durant la dècada de 1920.
El 1924 va prendre part en els Jocs Olímpics de París, on disputà dues proves del programa de tir. Guanyà la medalla de bronze en la prova de rifle lliure per equips, formant equip amb Destin Destine, Saint Eloi Metullus, Astrel Rolland i Ludovic Valborge, mentre en la de prova de rifle lliure, 600 metres fou cinquè.